# Гръцки езиков въпрос
Гръцкият езиков въпрос е спор в гръцката културна среда дали димотики, или катаревуса да е официалният език на Гърция.

## История
Спорът датира още от началото на XIX век и е окончателно решен през 1976 г., когато за официален език е обявен димотики. Вследствие на продължителността на спора сред гърците се оформя за около два века диглосия.
Гръцкият езиков въпрос се появява под влиянието на Просвещението. По време на Гръцката война за независимост изплува на преден план въпросът какъв да е официалният език на независимата гръцка държава.